# Acropteris iphiata
Acropteris iphiata là một loài bướm đêm thuộc họ Uraniidae. Nó được tìm thấy ở Nhật Bản, Trung Quốc và Hàn Quốc.
Sải cánh dài 25–35 mm.
Ấu trùng ăn các loài Cynanchum, Metaplexis và Tylophora.